# إليس ريان
إليس ريان (بالإنجليزية: Ellis Ryan)‏ هو لاعب كرة قاعدة أمريكي، ولد في 7 يونيو 1904 في كليفلاند في الولايات المتحدة، وتوفي في 11 أغسطس 1966 في فورت لودرديل في الولايات المتحدة.